# Cleromanzia

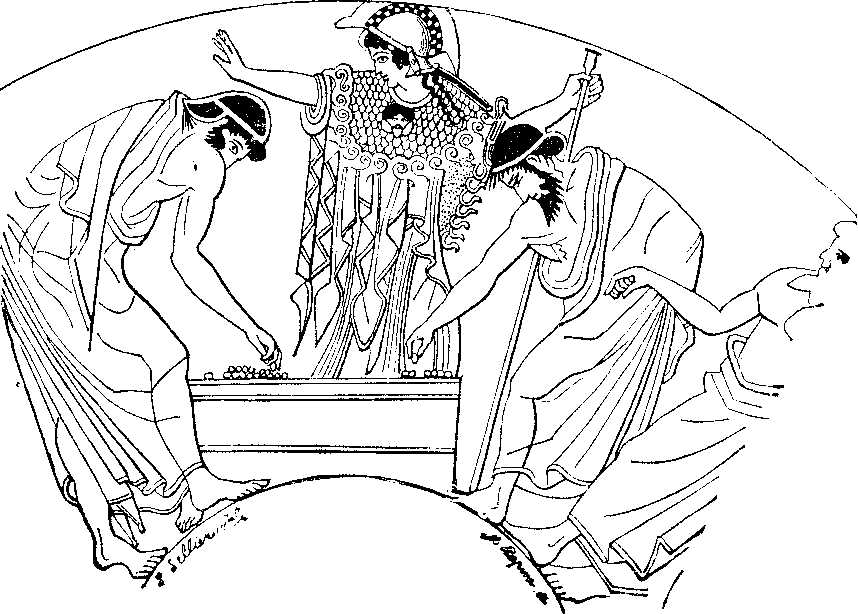
Una scena di cleromanzia su una coppa di Duride (490 a.C.): due guerrieri, Aiace e Ulisse, esaminano la disposizione casuale di alcuni sassi in presenza della dea Atena, per stabilire l'assegnazione delle armi del defunto Achille.

La cleromanzia (dal greco kleros- 'sorte' e -manteia 'indovinare') o sortilegio (dal latino sortem 'sorte' e lego 'lèggere') è una qualunque forma di divinazione il cui risultato sia determinato da mezzi che normalmente sarebbero considerati casuali, come per esempio l'estrazione a sorte di oggetti, simboli o frasi oppure il lancio di dadi, ossi o altri oggetti, ma che si presuppone possano rivelare la volontà divina o di altre entità soprannaturali.
Chi pratica una di queste arti divinatorie si chiama generalmente cleromante o sortilego.

## Nella civiltà classica
Nell'Antica Roma le pratiche di cleromanzia erano chiamate sortes, ossia «sorti», e di conseguenza l'indovino era chiamato sortilegus, cioè «colui che legge le sorti»; altre forme di cleromanzia praticate dai romani erano il lancio di dadi (oggi chiamato astragalomanzia) o il pellegrinaggio al santuario della Fortuna Primigenia. C'è da notare che per gli antichi Romani la cleromanzia era un approccio popolare alla divinazione ed era formalmente vietata ai personaggi pubblici; secondo la legge, infatti, solo la cosiddetta divinazione ispirata era lecita, mentre le sortes erano considerate quasi alla stregua del gioco d'azzardo.

## Nella cultura giudaico-cristiana
Questo modo di tentare la sorte si trova relativamente di frequente nella Bibbia e molti suoi studiosi pensano che gli Urim e Tummim servano a questo scopo.
Nella Bibbia ebraica ci sono almeno quattro casi dove questa forma di divinazione viene invocata per determinare il pensiero di Dio:
1. Nel Libro di Giosuè 7:11-22, Dio comanda che un furfante venga trovato tramite questa scelta a sorte, per prima tra le tribù di Israele, in seguito tra le famiglie di quella tribù, ecc. Achan, la persona identificata in questo modo, confessa la sua colpevolezza e mostra dove ha sepolto il bottino.
2. Nel primo libro di Samuele 10:17-24, il popolo di Israele chiede a Dio di scegliere un re per loro e Dio ordina che venga trovato il re tramite una procedura simile a quella sopra accennata, portando così a scegliere Saul.
3. Ancora nel primo libro di Samuele 14:42, questo sorteggio viene usato per determinare che fosse Gionata, figlio di Saul, colui che ruppe il giuramento fatto a Samuele: "maledetto sia l'uomo che mangia cibo fino alla sua sera e che io sia vendicato dei miei nemici".
4. Nel libro di Giona 1:7, l'estrazione a sorte viene usata per determinare se Giona fosse stato la causa della tempesta. Egli fu di conseguenza buttato in mare e la tempesta si dissipò.

Altri luoghi nella Bibbia ebraica pertinenti alla divinazione sono:
- Libro dei proverbi 16:33: la sorte viene gettata nel grembo, ma ogni sua decisione viene da Yahweh e 18:18: la sorte sistema dispute e le tiene fortemente separate..
- Levitico 19:26: .... né tu praticherai nahash o onan (divinazione). Il significato letterale di nahash è sibilante, sebbene esso può essere esteso a significare bisbigliante, ed è storicamente stato inteso come un riferimento all'incantesimo; onan letteralmente viene tradotto con nuvole, possibilmente riferendosi alla nefomanzia. Alcune traduzioni (in inglese) rendono onan con 'presagio' (augury, interpretando il volo a stormo degli uccelli), ma altri lo traducono con 'stregoneria' (sorcery).
- Deuteronomio 18:10 ... non lasciare che sia trovato tra te chi qasam qesem, svolga onan, nahash, o kashaph. qasam qesem letteralmente significa distribuisce le distribuzioni, e può riferirsi eventualmente alla cleromanzia; kashaph sembra significare mormorio, sebbene la Septuaginta rende la stessa frase come pharmakia (veleno), così che potrebbe riferirsi alle pozioni magiche.
- Nel Libro di Ester, Haman tira a sorte per decidere la data in cui  sterminare gli ebrei di Shushan; la festività ebraica di Purim è un ricordo della successiva catena di eventi.

Da notare che ci sono due distinti concetti ebraici che vengono a confondersi, se entrambi vengono tradotti per mezzo dell'estrazione a sorte. Sebbene nahash letteralmente significa fischiare quando usato come un verbo, come sostantivo significa serpente; l'idea di divinazione, o predire la fortuna, viene trasmessa attraverso l'associazione con il respiro (fig. 'spirito') di un serpente (fig. 'ingannatore') e implicitamente proclama gli indovini come artisti truffatori. Al contrario, la parola ebraica che sta per 'tentare la sorte', gowral, significa semplicemente 'assegnare porzioni', o 'distribuzioni', nell'interesse dell'imparzialità.
Gli esempi più notevoli nel Nuovo Testamento si trovano in Giovanni 19:24, dove i soldati tirano a sorte per gli abiti di Gesù non appena venne a morire sulla croce, e negli Atti degli Apostoli 1:23-26 dove gli undici apostoli tirarono a sorte per determinare chi tra Mattia o Barsabba (soprannominato Giusto) sarebbe stato scelto per rimpiazzare Giuda.
Nel Libro di Mormon, i figli di Lehi tirano a sorte nel primo libro di Nefi per determinare chi dovrà ottenere i piatti di ottone, un supposto documento contenente le scritture israelite, dal mercante Laban.  Laman viene scelto per rappresentare i fratelli tramite questo metodo, ma egli non riesce nell'impresa e semplicemente scappa per salvarsi la vita (ad ogni modo, i fratelli riuscirono a recuperare i piatti con altri mezzi).

## Nella cultura orientale
In Cina, e specialmente nel taoismo cinese, vari modi di divinazione erano impiegati attraverso mezzi casuali, come l'uso dell'I Ching. In Giappone, l'omikuji è una forma di oracolo scritto.